# Генріх Бернгард Оппенгейм
Генріх Бернгард Оппенгейм (20 липня 1819, Франкфурт-на-Майні — 29 березня 1880, Берлін) — німецький ліберал, вільний трейдер, адвокат, юрист-міжнародник, журналіст і філософ.

## Життя та творчість
Оппенгейм походив з єврейської франкфуртської банкірської родини Оппенгеймів. Вивчав право в Геттінгені, Гейдельберзі та Берліні. Габілітація в Берліні не пройшла через його єврейське походження. У 1841 році він став приват-доцентом політології та міжнародного права в Гейдельберзі.
У середині 1840-х років він звернувся до політичної журналістики. 1848 року він був на радикально-демократичному крилі революції, був співредактором журналу «Реформа» («Die Reform»). У 1861 році Оппенгейм вступив до Прогресивної партії і з цього року був редактором «Німецьких щорічників політики і літератури», які невдовзі були заборонені.
Він був членом Конгресу німецьких економістів з початку 1860-х років. Прогресивного ліберала вважали «переконаним вільним торговцем» і видатним національним економістом. Пізніше він також звернув увагу на соціально-політичні питання, такі як турбота про бідних та право на проживання.
Через необхідність займатися практичною політикою він приєднався до націонал-лібералів у 1866 році. Оппенгейм підтримував курс Отто фон Бісмарка на об'єднання нації.
У 1869 році він зазнав поразки від Вільгельма Буфа на додаткових виборах до рейхстагу Північнонімецького союзу у виборчому окрузі Верхній Гессен. Прихильники Оппенгейма розповсюдили брошуру, в якій, серед іншого, висувалося звинувачення в тому, що під час виборчої кампанії використовувалися антисемітські настрої.
У 1874 році він був обраний до Рейхстагу. У 1880 році він приєднався до сепаратистів через протекціоністську тарифну політику Бісмарка.
У своїх філософських працях він передусім розглядав парламентську систему та служіння народних обранців загальному благу, а не відданість окремим інтересам. Оппенгейм також запровадив термін «катедер-соціалізм».

## Наукові праці
- Philosophie des Rechts und der Gesellschaft. 1847. (Hrsg. und mit einem Anhang versehen von Hermann Klenner, Freiburg/Berlin 2007)
- Unsere Ideale und Enttäuschungen in Frankreich und England. In: Demokratische Studien. 1860. (Digitalisat Ausg. 1850)
- Der Kathedersozialismus. Berlin 1872. (Digitalisat)
- Vom gescheiterten Steuererlaß; Zur Geschichte des Börsenschwindels; Über Parteibildungen. Ein Rückblick. alle drei In: Die Gegenwart. Band 1, 1872.
- Über volkswirtschaftliche Kongresse; Blumenlese auf der Eisenacher Sozialkonferenz; Steuerfragen. alle drei In: Die Gegenwart. Band 2, 1872.
- Die Wahrheit über die Gewerkvereine. In: Die Gegenwart. Band 3, 1873.
- Die Gewerbefreiheit und der Arbeitsvertrag. Deutsche Volksschriften, Band 5, Breslau 1879. (Digitalisat)